# 伊茲橋
伊茲橋（英文：Eads Bridge）是一座位於美國密西西比河上，連接密蘇里州聖路易斯和伊利諾伊州東聖路易斯的公路鐵路兩用大橋。1874年落成，是世界上首座懸臂式鋼結構大橋。曾經長期是溝通聖路易斯都會圈的唯一的交通要道。1950年代以來隨著州際高速公路的興建，鐵路機車柴油化和鐵路公司衰落，以及東聖路易斯的工業衰退，人口降低，伊茲橋的地位逐漸下降。2014年4月調查平均每天約8,000輛汽車通過該橋。聖路易斯輕軌亦利用其下層鐵軌營運。

## 歷史

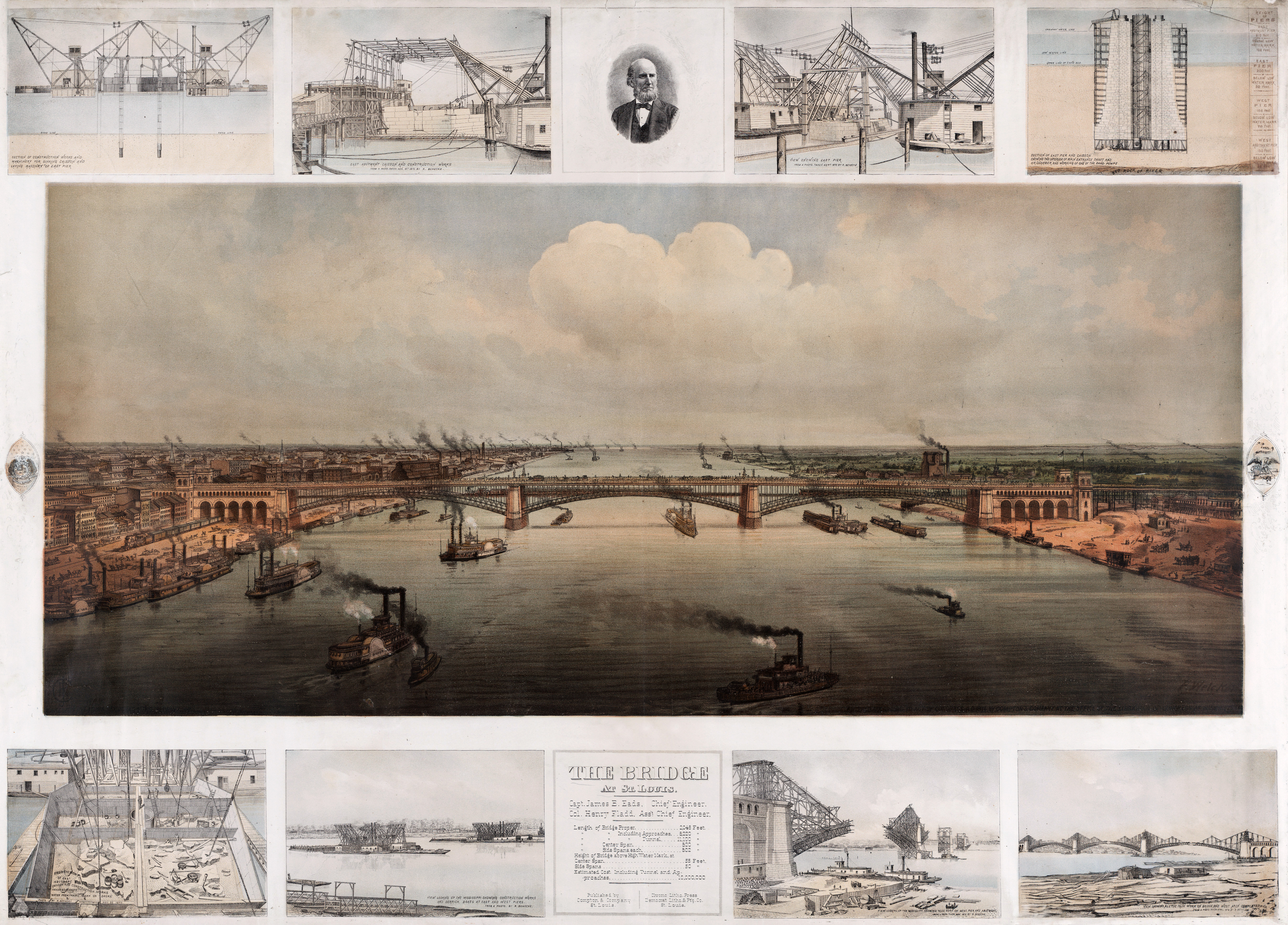
1874年代的一張海報，顯示伊茲橋的建築過程

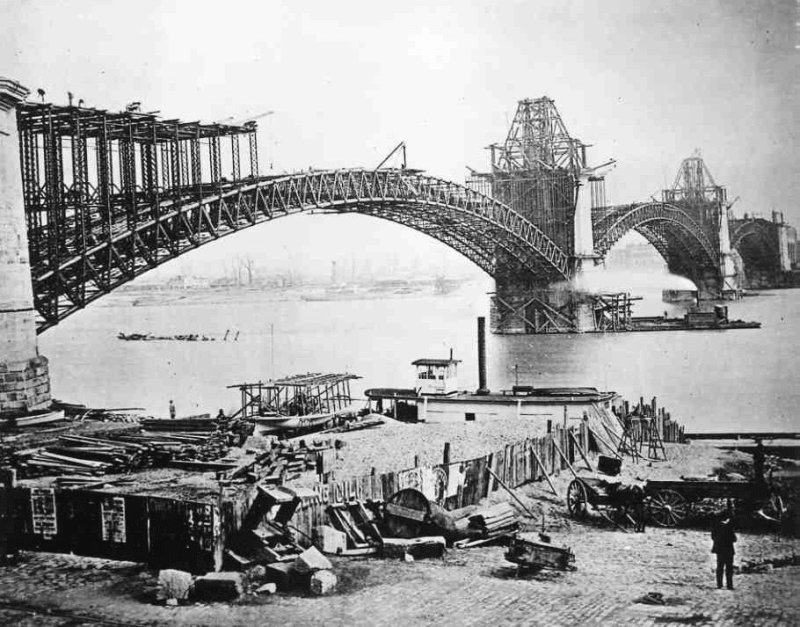
1870年代，伊茲橋建築工地

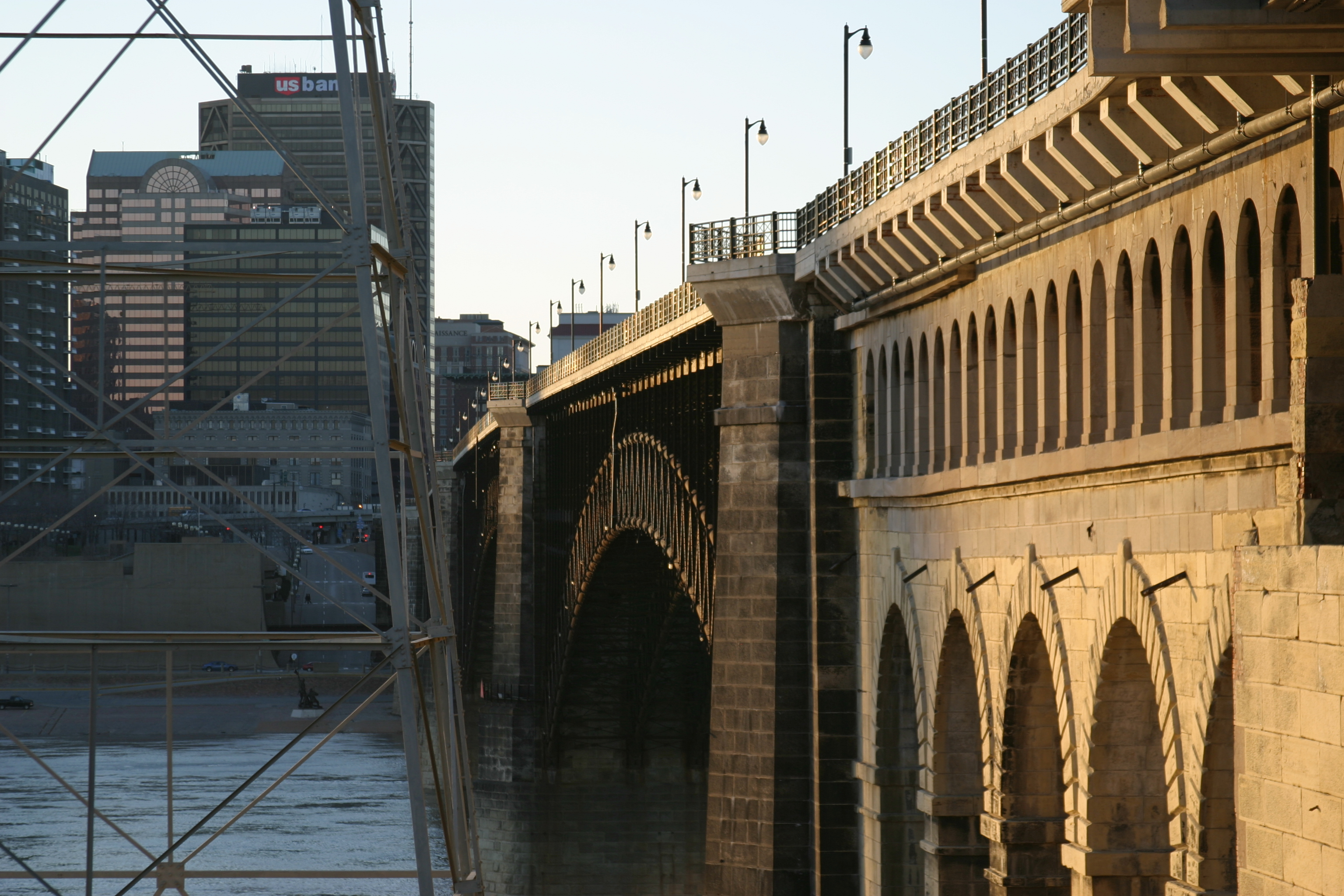
從河東岸（MetroLink車站）眺望伊茲橋

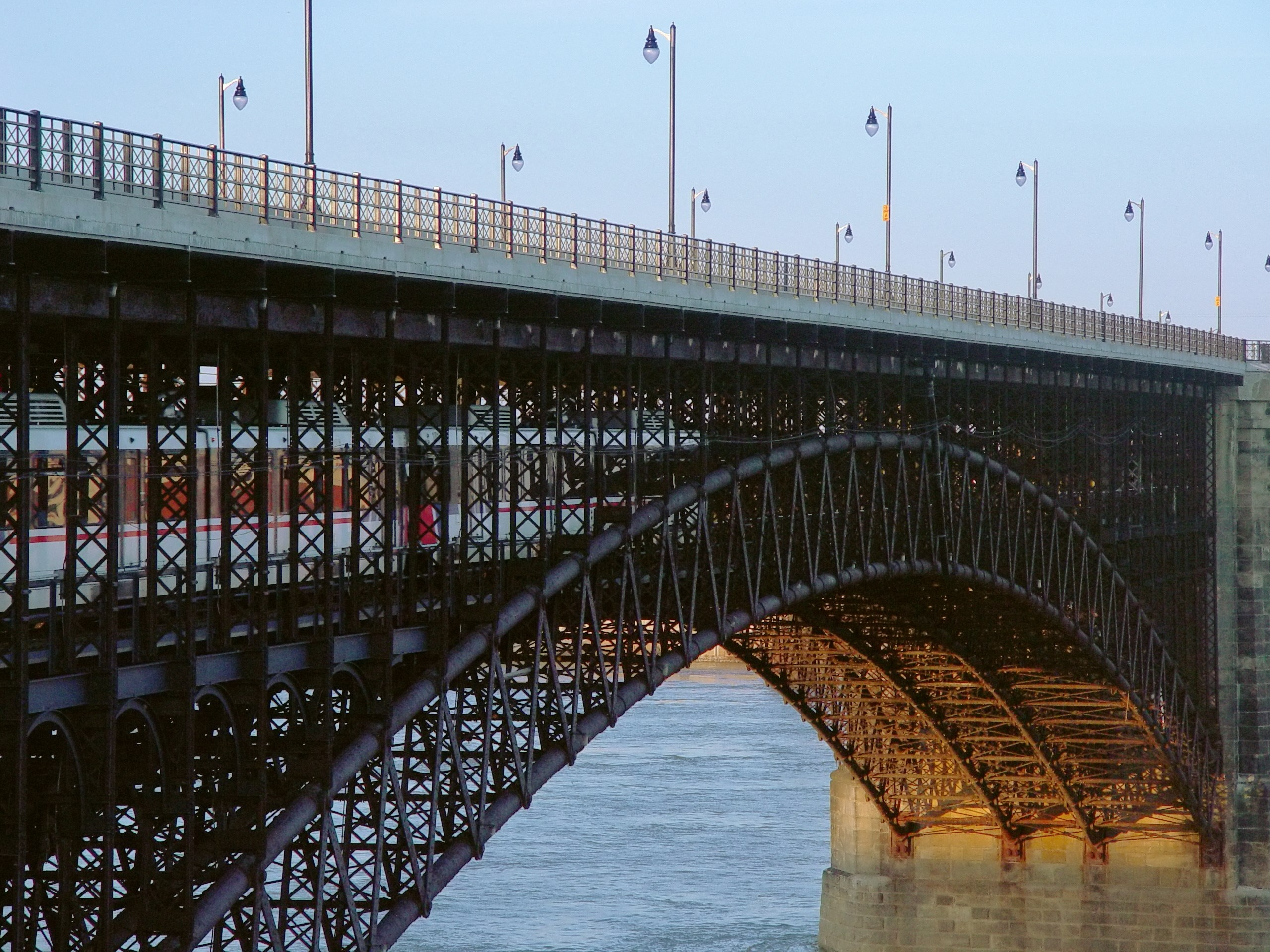
MetroLink列車正在通過伊茲橋，上層為公路層

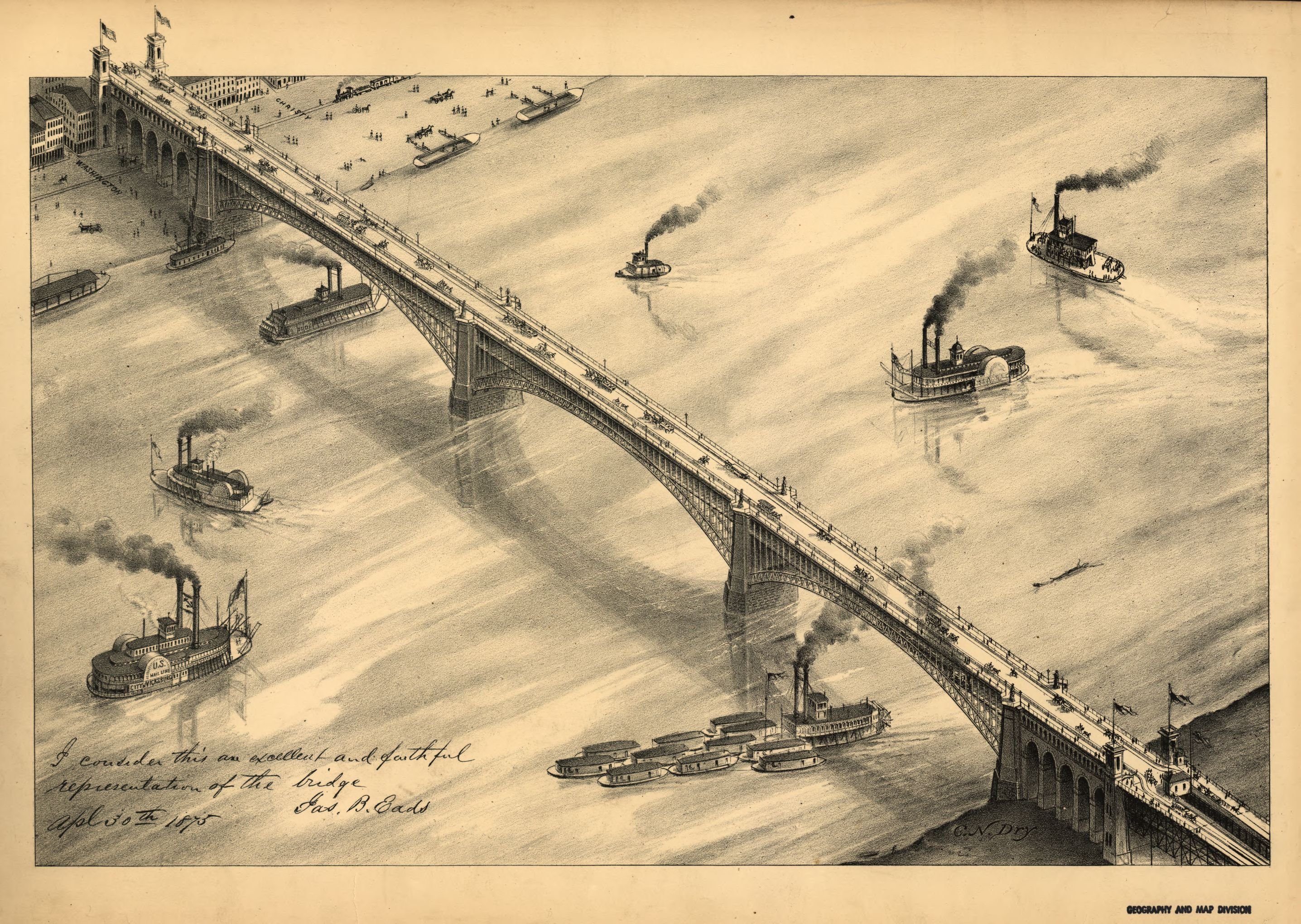
An 1875 drawing of Eads Bridge by Camille N. Dry.

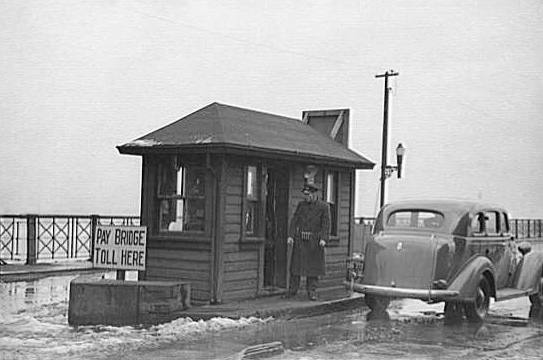
收費站（已撤銷）

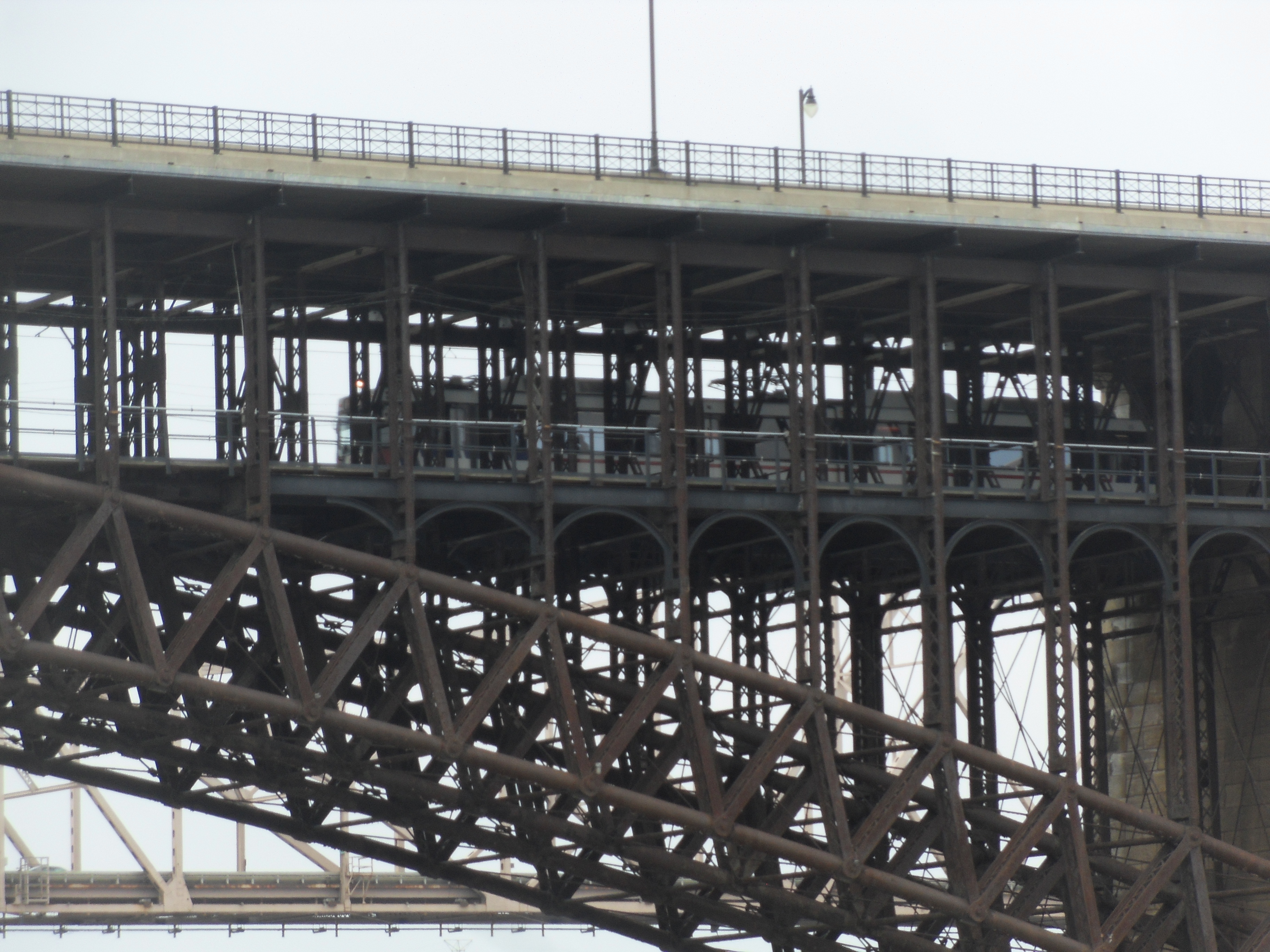
MetroLink通過伊茲橋

美國內戰以後，中西部的交通方式發生革命性變化。鐵路逐步取代水運，成為中部地區客貨運輸的主要方式。密蘇里河和密西西比河蒸汽船運輸重要性開始降低，與之相適應的是芝加哥坐擁鐵路樞紐和五大湖之利，開始成為美國西部開發的中心，而聖路易斯的地位開始降低。為改變被動局面，並且將蓬勃發展鐵路業引入聖路易斯，當局開始尋求建造橫跨密西西比河的大橋。1866年，聖路易斯市當局正式成立“聖路易斯和伊利諾伊橋樑公司”（St. Louis and Illinois Bridge Company），並得到授權建設大橋。公司聘用聖路易斯本地建築師詹姆斯·B·伊茲為設計師，新橋亦命名為伊茲橋。
然而造橋活動並未如政府預期的得到支持，相反，受到不少反對聲音。不少蒸氣船運營商擔心橫跨密西西比河的大橋會影響他們的利益，因此反對任何在密西西比河上建任何橋樑。而鐵路公司已把發展重點轉向芝加哥，對聖路易斯興致亦不大。船東組織成功遊說政府出台法令，規定聖路易斯地區的跨密西西比河橋樑主跨度必須達到500英尺，淨空50英尺（當時聖路易斯市區距河面的高度），以不干擾蒸氣船的運行和裝卸。這個要求在當時十分苛刻。伊茲借鑑德國科布倫茨萊茵河大橋的設計，提出利用合金鋼為主承力部件的拱橋設計。1867年，大橋建設開始，1874年正式竣工並於7月4日正式通車。
由於在建設時對成本和資金狀況估計不足，大橋建設中數次出現債務危機。由於提前用完了資金，仍在建設中的大橋就被用做抵押以籌集資金。由於大橋的位置是以最大程度方便公路交通，對鐵路的線路佈置十分不利，因此鐵路層使用量一直不大。雖然在工程上獲得巨大成功的同時，商業運用十分失敗。建成後四年（1878年）就宣告破產，由聖路易斯商業貿易協會（Merchants Exchange）接手，後轉手給主要競爭對手終端鐵路公司（Terminal Railroad Association of St. Louis，TRAA）接手。1889年，聖路易斯商業協會在上游新建立鐵路橋“商業橋”和伊茲橋相競爭。但不久以後商業橋亦為終端鐵路公司獲得。1910年，位於城北的由伊利諾伊終端鐵路公司建造的麥金萊大橋建成，1917年，位於伊茲橋橋下游的由市政府直接建設的新公鐵兩用橋聖路易斯城市大橋（後命名為“麥克阿瑟大橋”）建成。四座橋在鐵路運輸競爭中，伊茲橋處於劣勢。因為伊茲橋離聖路易斯市區過近，列車需經一系列隧道穿過市區才能抵達聯合車站，車輛提及受到嚴格的限制，亦無直接通往河岸商業區的支線，因此長期以來僅用於客運列車通行。但公路交通可直通聖路易斯市區最為有利。
二戰以後隨著個人汽車的普及和鐵路業的衰落，跨河公路交通壓力遽增。1951年馬丁路德金大橋，1867年首座高速公路橋波普勒街大橋先後開通。而由於戰後東聖路易斯製造業衰落，人口下降，伊茲橋的公路利用率不斷降低，過橋費收入遽減。伊茲橋長期只承擔鐵路客運，而二戰以後美國城際客運交通逐漸被航空業和公路業取代，客运线路数量大减，向铁路公司征收租金的租金亦不断减少，已无法维持大桥正常养护维修。1971年美鐵成立後，每日僅有寥寥數班列車通過，新式的大型客运柴油機車由於體積大，無法進入隧道。1974年，所有美鐵列車轉由市場橋或麥帥橋（麥金萊大橋鐵路為城際電鐵專用，此時已經拆除）鐵路層路軌及市區鐵路隧道完全廢棄。1989年，伊茲橋所有權被終端鐵路公司轉給市政府以換取更加有利於鐵路運輸的麥帥橋（此時亦拆除公路層，改為純鐵路橋）。
1991年，在規劃中的聖路易斯輕軌決定使用伊茲橋殘留鐵路層，但發現由於橋樑年久失修，已經無法同時承受公路和鐵路交通。故關閉了公路交通並拆除了橋面層。伊利諾伊端引橋亦在隨後完全拆除。1993年，鐵路層經過必要的整修後重新開通。此時伊茲橋轉變成純鐵路橋。1990年代末期，聖路易斯跨河交通壓力進一步增加。

## 技術特徵
伊茲橋全長6,442英尺（1,964米），寬46英尺（14米），主拱跨度520英尺（158米），淨空88英尺（27米），上層橋面為汽車雙向4車道城市道路，下層橋面為電氣化雙線鐵路。
伊茲橋在當時的技術條件下建設難度巨大。密西西比河河寬水深，且河兩岸高度不等，需架設引橋解決上下橋面的問題，由於政治上的原因必須有足夠的淨空和跨度保證河運航道通暢，此外還要承受住洪水的沖擊。因此從設計到建築上都必須進行突破。傳統的悬索桥，開啟橋和木橋方案先後被否決，伊茲決定採用三聯孔拱橋構型。為解決密西西比河兩岸城市高度差，伊茲在河兩岸設置了兩個橋頭堡，並在河中央設置兩個橋墩。大橋的主結構為鋼質，每一孔均有4組鋼拱平行排列以支撐負載，每組鋼拱由上下兩個主梁組成，上下主梁之間，組與組之間都有大量的肋柱以增大強度。橋墩和橋頭堡建造時均鑽入河底岩石層，東橋頭堡的岩石層在水下38米處，而西橋頭堡的岩石層在水下22米處。
伊茲橋是當時世界上最長的拱橋，加上設計時苛刻的標準，使得材料和建築方法上必須有所突破。當時絕大部分的拱橋均為石製，而鐵橋使用便宜的鑄鐵，兩種材料無法支撐巨大的橋面和公鐵路交通。因此伊茲創新性的使用了合金鋼作為主承力構件。高強度的鍛軋合金鋼可以支撐高乘載，使大跨度的現代拱橋成為現實。同時，密西西比河河水深而湍急，無法像以往建造拱橋那樣佈置腳手架。伊茲決定用沈箱法先建造橋墩，然後建造懸臂連結橋墩，並最後在懸臂的指引下從兩邊往中間裝配主拱。在建造沈箱時，因為當時醫學的侷限，有15名工人因為快速減壓導致的沈箱病而死亡。